# Talaia de na Guinavera
Talaia de na Guinavera (auch als Talaia de na Pòpia bekannt) war ein Wachturm auf der Baleareninsel Sa Dragonera. Er wurde 1580 an der Westküste von Dragonera auf der höchsten Erhebung, dem 353 Meter hohen Sa Pòpia de sa Dragonera errichtet und gehörte zusammen mit dem Torre de Cala en Basset von 1581 und dem 1531 erbauten Torre von Sant Elm zur Verteidigungslinie der Westküste von Mallorca und diente zum Schutz vor Angriffen auf den Hafen von Port d’Andratx. 1585 wurde zu seiner rückwärtigen Deckung der Torre de Llebeig errichtet. 1850 wurde der Wehrturm abgerissen und an gleicher Stelle der erste Leuchtturm Far de Na Pòpia auf Sa Dragonera gebaut.